# Spider-Man 2: Enter Electro
Spider-Man 2: Enter Electro es un videojuego de acción y aventuras de 2001 basado en el personaje Spider-Man de Marvel Comics. Fue desarrollado por Vicarious Visions y publicado por Activision en exclusiva para PlayStation. Es la secuela de Spider-Man (2000) y sigue directamente los acontecimientos del juego, mientras Spider-Man intenta frustrar una conspiración criminal orquestada por Electro. Al igual que su predecesor, el juego presenta a varios villanos de Spider-Man como jefes, incluyendo a Shocker, Hammerhead, Lagarto, el Hombre de Arena y Electro, así como su forma hiperelectro, creada exclusivamente para el juego.
Enter: Electro recibió una recepción mixta por parte de la crítica, que en general lo consideró una versión inferior a la de su predecesor. El juego se hizo famoso por tener numerosos detalles, incluido todo su nivel final, modificados tras los atentados del 11 de septiembre. Originalmente previsto para la cima del World Trade Center, el escenario se cambió a un rascacielos genérico tras un retraso en el lanzamiento.
Enter: Electro fue seguido por Spider-Man para consolas domésticas, basado en la película de 2002 y sin relación con la continuidad de Enter: Electro ni su predecesor. Una secuela independiente para Game Boy Advance, Spider-Man: Mysterio's Menace, se lanzó en septiembre de 2001.

## Trama
Después de una breve lección de Bestia, Spider-Man interrumpe un robo en BioTech, plantando un rastreador en la motocicleta del líder. El rastreador lo lleva a un almacén, donde interroga a un matón que le dice a donde ir después. Después de una batalla con  Shocker, se dirige a la pista de aterrizaje, pero es interrumpido por una amenaza de bomba en el camino. En el campo de aviación, Spider-Man observa un piloto de avión inconsciente siendo puesto en marcha, y planta otro tiralíneas en un helicóptero utilizado por los atacantes. Con éxito libera a los pilotos antes de que el avión se estrelle, sigue el tiralíneas del helicóptero a una estación de tren, donde pelea contra Hombre de Arena, y sube a un tren que huye. A bordo, se encuentra con  Escarabajo, que deja tras de sí una pista en cuanto a su régimen.
Mientras tanto, la bóveda de Science Industries es asaltada por Hammerhead y Scorpia, que han venido a tomar como rehenes a la Dra. Watts. Cuando Spider-Man los derrota, se hace evidente que Hombre de Arena ha escapado con Watts. Spider-Man decide ir a BioTech él mismo, donde en última instancia, se enfrenta a  Lagarto. El derrotado Lagarto vuelve a su forma humana y explica que el objetivo de  Electro era robar el dispositivo "Bio-Nexo", antes de instruir a Spider-Man a ir al laboratorio de la doctora Watts.
Tras una persecución sobre las azoteas, llega al laboratorio y se entera de la fuente de alimentación del dispositivo, sólo para ser atrapado en otra batalla contra el Hombre de Arena. Derrotando al Hombre de Arena al succionarlo por la rejilla de la alcantarilla con agua, ve un reportaje sobre la fuente de energía - un zafiro llamado Lágrima de Zeus - que se exhibe en el museo, y rápidamente se dirige allí. Encontrando a la Dra. Watts y Electro, él combate a Electro, en la batalla, la Dra. Watts es capturada accidentalmente por Electro, que ofrece liberarla si Spider-Man le da la Lágrima de Zeus. Spider-Man obedece a regañadientes, y se pierde en un intento de recuperar la joya antes de Electro la atrapa.
Electro usa la gema para sobrealimentarse a sí mismo en Hyper-Electro, antes de volar a un conductor masivo para utilizar sus nuevos poderes. A continuación, le grita, "¡ESTA NOCHE, ELECTRO BAILA CON LOS DIOSES!" Spider-Man con el tiempo descubre su debilidad por los daños en el Bio-Nexo y hacer a Hyper-Electro vulnerable por tener ataques los generadores que tuvieron sus condensadores removidos por Spider-Man. Con Electro vulnerable en esos puntos, Spider-Man lo derrota.
Al día siguiente, Spider-Man se lee la primera página de un periódico publicada por el Daily Bugle. Fuera de éste dice que Spider-Man destruyó el dispositivo Bio-Nexo y la Lágrima de Zeus, el periódico afirma que  Thor fue el que salvó Manhattan de Electro. Spider-Man reacciona a esto al preguntar "¿Y ahora qué va todo esto." Spider-Man a continuación dice que tiene que conseguir un nuevo agente.
Mientras tanto, Electro está en la cárcel mientras Hammerhead y Shocker están jugando al póquer. Electro se queja de que hubiera sido un dios si Spider-Man no había arruinado su plan. Hammerhead lo silencia al decirle que "se calle". Cuando Hammerhead le pregunta a Shocker si conoce algún otro juego de cartas, Shocker declara que tal vez los villanos en la celda del Doctor Octopus puedan conocer alguno. Como Shocker pregunta si alguno de ellos saben cómo jugar "21", se muestra al Doctor Octopus golpeándose la cabeza contra las barras de la celda como lo hace al final del primer juego.

## Trajes
Al completar ciertos objetivos en el juego, nuevos trajes pueden ser desbloqueados para que Spider-Man los use. Muchos de ellos tienen poderes especiales que alteran la experiencia de juego. Se incluyen todos los trajes del primer juego con las mismas capacidades, así como varios trajes nuevos. Además de los trajes, el jugador también puede acceder a un establecimiento llamado "Create-a-Spider", lo que permite al jugador aplicar hasta tres poderes en el juego a cualquier traje. Los poderes incluyen invencibilidad, sigilo, y redes ilimitadas entre otros.

### Lista de trajes
- Spider-Man
- Spider-Phoenix
- Prodigy
- Dusk
- Insulated Suit
- Alex Ross - Red
- Alex Ross - White
- Venom 2 - Earth X
- Negative Zone
- Symbiote Spider-Man
- Spider-Man 2099
- Captain Universe
- Spidey Unlimited
- Amazing Bag Man
- Scarlet Spidey
- Ben Reilly
- Quick Change Spidey
- Peter Parker
- Battle Damaged

Especial:
- Spider Armor

Este traje solo está disponible en el juego en forma de icono de araña durante toda la campaña y no es permanente, a menos que se tenga puesto el traje Captain Universe o el traje Spider-Phoenix para que sea permanente toda la campaña.

## Diferencias
Aunque la jugabilidad y el diseño son relativamente similares, una diferencia importante del juego del primero era la posibilidad de jugar en niveles de suelo. En el primer juego, en caso de que Spider-Man se balancee demasiado bajo caería en la niebla amarilla que dominaba todos los niveles y muere. Este juego presenta niveles que son en las calles de la ciudad, sin embargo, se limitaron las redes en lugar de un medio ambiente para pasear libremente. Además, Spider-Man tiene la capacidad de lanzar una bola de red en el aire, que sería muy útil en algunas de las peleas. Además, en esta ocasión, el modo de entrenamiento lleva al jugador a la Habitación de Peligro de los X-Men donde Rogue y el Profesor X le enseñan a Spider-Man lo que necesita saber. La animación de la mano también se cambia. Ahora, las manos de todos los personajes pueden reaccionar en lugar de agitar los puños. El golpe básico y combos de patadas son cambiados, acabando con el gancho con las dos manos / patada de mula para el tercer golpe.

## Modo What If?
Al igual que el primer juego, el Modo What If? es más actual y se accede a él mediante la introducción de un código de truco. Sin embargo, los cambios en esta ocasión no son tan numerosos y son repetidos con frecuencia.

## Recepción
- Enter Electro recibió críticas mixtas sobre el lanzamiento. Muchas personas han dicho que está un poco fallido y tiene elementos como el primero, ya que fue planteado. Tiene sus buenos gráficos remasterizados pero también está un poco estropeado, menos villanos y también mucho del original. Sin embargo, vendió suficientes copias para entrar a la Lista de Grandes Éxitos y recibió muchas críticas positivas.
- El juego recibió un 5.5/10 de parte de IGN[15]
- El juego recibió un 7.1/10 de parte de Gamespot[16]

## Lista de antagonistas en el juego
- Shocker
- Hombre de Arena
- Beetle (No peleas contra él)
- Hammerhead
- Lagarto
- Electro / Hyper-Electro (Principal antagonista)

## Lista de aliados en el juego
- Rogue
- Bestia
- Profesor X

## Relanzamiento
La versión original del juego fue retirado después de los ataques del 11 de septiembre de 2001 y fue relanzado para cambiar las etapas de la batalla final y modificado para añadir un gran puente para hacer la etapa menos semejante a las Torres Gemelas, aunque la antena de la radio de la Torre Norte nunca fue modificada. Originalmente, la batalla fue en la cima de las Torres Norte y Sur del World Trade Center, pero desde que las torres fueron destruidas el 9/11, el juego fue relanzado con un final diferente. Originalmente, Electro gritó "¡En la cima del mundo!" como partió su batalla con Spider-Man para las torres, dando a Spidey la clave que necesitaba para seguirle la pista para la batalla con el jefe final, pero en el juego relanzado, da la casualidad de que adivina correctamente sin necesidad de utilizar un rastreador de araña. Al final del videojuego, El Poderoso Thor es acreditado por derrotar a Electro en la batalla final. Esto se debe a que Thor debía aparecer en un segmento de vídeo en el videojuego donde habla con Spider-Man poco después de que ha derrotado a Hyper-Electro, dando así a Thor el crédito por la derrota de Electro en el periódico Daily Bugle. Este se retiró debido al final original del juego se lleva a cabo en la cima de las torres del World Trade Center cuando el juego estaba siendo desarrollado y se retiró debido a la destrucción de las torres en el 11 de septiembre de 2001. Además, varios niveles fueron renombrados por considerar los ataques del 11 de septiembre de 2001.